# ناشيونال جيوغرافيك ميوزيك
ناشيونال جيوغرافيك ميوزيك (بالإنجليزية: Nat Geo Music) هي قناة موسيقية تلفزيونية تعمل كجزء من شبكات ناشيونال جيوغرافيك العالمية ، وهي وحدة أعمال تابعة لـ شركاء ناشيونال جيوغرافيك (مشروع مشترك بين شركة والت ديزني ومنظمة ناشيونال جيوغرافيك)..

## الإطلاق والتوافر
ذكرت C21 في يوليو 2007 أن قنوات ناشيونال جيوغرافيك الدولية (NGCI؛ الآن شبكات ناشيونال جيوغرافيك العالمية) ستطلق القناة في أكتوبر في إيطاليا قبل بثها في عدة دول في جميع أنحاء أوروبا.
في منتصف أغسطس 2007، أكدت ناشيونال جيوغرافيك الدولية القناة وتاريخ إطلاقها في إيطاليا الـ 15 أكتوبر 2007 عبر سكاي إيطاليا . وأخت الموسيقى من الشركات العالمية: إي إم آي أرابيا وسوني للترفيه الموسيقي إسيا ووارنر ميوزك غروب ويونيفرسال إيطاليا. تم إطلاق القناة في أمريكا اللاتينية في الربع الأخير من عام 2008. في يوم السبت قبل 3 مارس 2009، تم إطلاق القناة في البرتغال على منصتي كابوفيزاو وميو.
كان من المقرر إطلاقها في عام 2008 في الهند. في عام 2010 أطلقت قنوات فوكس الدولية قنوات نات جيو إلى جانب ثلاث قنوات فوكس. في 1 فبراير 2010، ظهرت القناة مع قناتان من فوكس لأول مرة على شبكة الكابل السنغافورية StarHub .

## أنظر أيضا
- ناشيونال جيوغرافيك